# 크로퍼드회색땃쥐
크로퍼드회색땃쥐(Notiosorex crawfordi) 또는 사막땃쥐는 땃쥐과에 속하는 포유류의 일종이다. 미국 남서부 지역부터 멕시코 북부 지역에서 발견되는 작은 땃쥐이다. 멕시코 타마울리파스주에 분포하는 빌라회색땃쥐(N. villai)와 멕시코 북서 해안을 따라 발견되는 큰귀회색땃쥐(N. evotis)의 2종이 발견되기 전까지는 회색땃쥐속의 유일종이었다. 회색땃쥐속의 네번째 종은 아리조나 주에서 발견되어 2004년에 기록된 코크럼회색땃쥐(N. cockrumi)이다.